# Rotación estelar

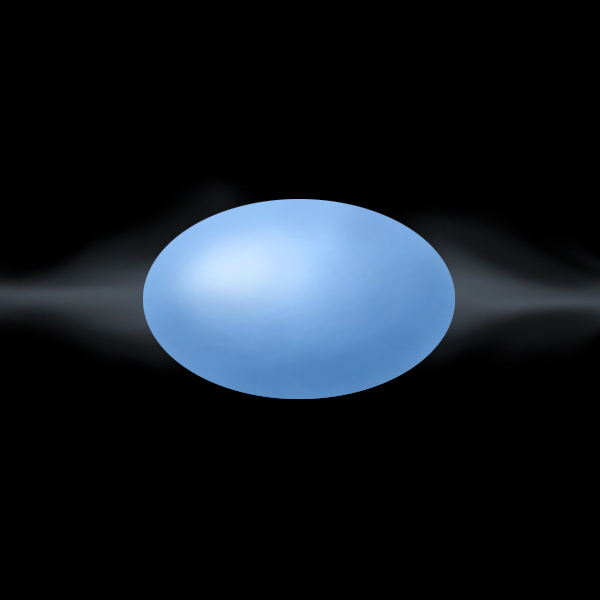
La ilustración muestra la apariencia achatada de Achernar (α Eridani) provocada por su rápida rotación.

Se denomina rotación estelar al movimiento angular de una estrella alrededor de su eje. La velocidad de rotación puede ser medida a partir del espectro de la estrella o bien observando el desplazamiento de rasgos distintivos en su superficie.
La rotación estelar produce una protuberancia ecuatorial causada por la fuerza centrífuga. Al no ser las estrellas cuerpos sólidos, se encuentran sometidas a rotación diferencial. De esta forma, el ecuador de la estrella puede girar a una velocidad angular diferente que las latitudes más altas. La diferencia en la velocidad de rotación dentro de una misma estrella puede desempeñar un papel significativo en la formación del campo magnético estelar.
El campo magnético de una estrella interactúa con el viento estelar. A medida que el viento se aleja de la estrella, su velocidad angular disminuye. La interacción entre el campo magnético y el viento estelar va creando una resistencia para la rotación estelar. Como consecuencia de ello, existe una transferencia de momento angular desde la estrella hacia el viento, lo que con el tiempo gradualmente reduce la velocidad de rotación de la estrella.

## Medida
A menos que una estrella sea observada en dirección a su polo, las distintas secciones de su superficie muestran un cierto movimiento de acercamiento o alejamiento respecto al observador. La componente de movimiento en dirección al observador recibe el nombre de velocidad radial. Aquella parte de la superficie con una componente de velocidad radial hacia el observador, produce un aumento en la frecuencia de la radiación emitida, en virtud del efecto Doppler; asimismo, la región cuya componente se aleja del observador provoca una disminución en la frecuencia. Al observar las líneas de absorción de una estrella, este cambio de frecuencia al final de cada espectro produce un ensanchamiento de la línea. No obstante, este ensanchamiento debe ser estudiado cuidadosamente ya que existen otros factores que también aumentan la anchura de las líneas.

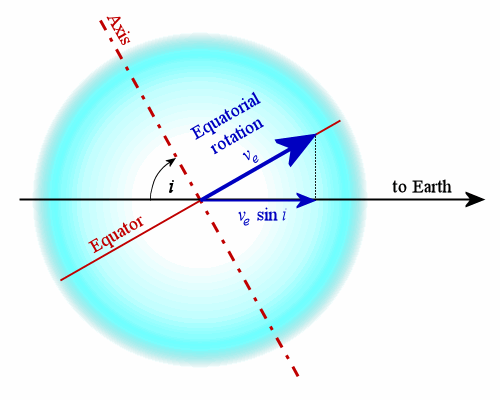
La estrella del diagrama tiene una inclinación i respecto a la línea de visión del observador terrestre, y una velocidad de rotación v_{e} en el ecuador.

La componente de la velocidad radial observada por el ensanchamiento de línea, depende de la inclinación del eje de la estrella respecto a la línea de visión. Dicho valor viene dado por {\displaystyle v_{e}\times \sin i}, donde ve es la velocidad de rotación en el ecuador, e i es la inclinación. Sin embargo, i no siempre es conocida, por lo que en muchos casos sólo se conoce el valor mínimo para la velocidad de rotación de la estrella. Es decir, si i no es un ángulo recto, entonces la velocidad real es mayor que {\displaystyle v_{e}\times \sin i}. Este valor es conocido como velocidad de rotación proyectada.
En estrellas gigantes, la microturbulencia atmosférica puede producir un ensanchamiento en las líneas mucho mayor que el imputable a la rotación, enmascarando la señal. sin embargo, existe otra forma de aproximación al problema que hace uso del efecto de microlente gravitacional. Ello tiene lugar cuando un objeto masivo pasa delante de una estrella más distante, funcionando como una lente, ampliando la imagen durante un breve período. El mayor detalle en la información recopilada durante dicho evento permite distinguir los efectos de la microturbulencia de los de la rotación.
Por otra parte, si una estrella muestra actividad en su superficie del tipo de manchas estelares, dichos rasgos pueden utilizarse para estimar su período de rotación. No obstante, estas manchas pueden formarse en posiciones distintas al ecuador y emigrar luego a través de diferentes latitudes en el curso de su vida útil; es por ello que la rotación diferencial de una estrella puede dar lugar a medidas dispares. Dado que frecuentemente la actividad magnética estelar está asociada a altas velocidades de rotación, puede emplearse esta técnica ante estrellas de estas características. El estudio de manchas estelares ha puesto de manifiesto que, de hecho, éstas pueden variar la velocidad de rotación estelar, ya que el flujo de gases se ve modificado por el campo magnético.

## Efectos físicos

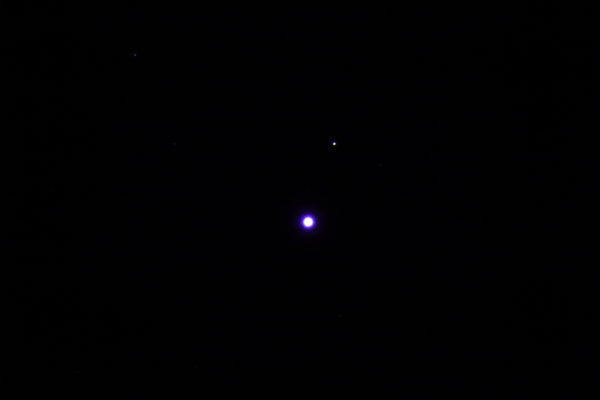
Regulus 1.

### Protuberancia ecuatorial
La rotación estelar produce una fuerza centrífuga neta en dirección perpendicular al eje. En el polo dicha fuerza centrífuga es nula, por lo que la fuerza gravitatoria de la estrella no tiene oposición. Sin embargo, alrededor del ecuador la fuerza centrífuga es distinta a cero y en parte se opone a la fuerza gravitatoria. A fin de equilibrar la diferencia de fuerzas netas entre el polo y el ecuador, la superficie de la estrella se abulta a lo largo del ecuador y la estrella adquiere la forma de un esferoide oblato. Esta deformación también provoca el oscurecimiento gravitatorio en el ecuador, descrito por el teorema de von Zeipel.
Un ejemplo extremo de protuberancia ecuatorial tiene lugar en la estrella Regulus A (α Leonis A). Con un período de rotación de 15,9 horas, la velocidad de rotación medida en su ecuador es de 317 ± 3 km/s, que equivale al 86% de la velocidad a la cual la estrella se desintegraría. El radio ecuatorial de esta estrella es un 32% más grande que el radio polar. Otras estrellas que rotan rápidamente son θ Coronae Borealis A, α Arae y Achernar (α Eridani).
La velocidad de desintegración de una estrella es una expresión utilizada para describir el caso en el cual la fuerza centrífuga en el ecuador es igual a la fuerza gravitatoria. Para que una estrella sea estable, su velocidad de rotación ha de ser inferior a este valor.

### Rotación diferencial
En estrellas como el Sol, se observa rotación diferencial cuando la velocidad angular varía con la latitud. Aunque habitualmente la velocidad angular disminuye al aumentar la latitud, también se ha observado el caso opuesto, como en la estrella HD 31993. AB Doradus ha sido la primera estrella distinta del Sol cuyo mapa de rotación estelar ha sido trazado en detalle.
El mecanismo subyacente causante de la rotación diferencial es la convección turbulenta dentro de la estrella. El movimiento de convección lleva la energía hacia la superficie por el movimiento del plasma. Esta masa de plasma lleva una parte de la velocidad angular de la estrella. Cuando ocurre la turbulencia por cizalladura y rotación, el momento angular puede ser redistribuido por diferentes latitudes a través del flujo meridional.
Se piensa que las interfaces entre regiones con marcadas diferencias en su rotación son sitios eficaces para los procesos de dínamo que generan el campo magnético estelar. También existe una interacción compleja entre la distribución de la rotación en una estrella y su campo magnético, con la conversión de la energía magnética en energía cinética, modificando la distribución de la velocidad.

## Ralentización de la velocidad de rotación
Las estrellas se forman por el colapso gravitatorio de una nube de gas y polvo de baja temperatura. Al colpasar la nube, la conservación del momento angular hace que cualquier pequeña rotación neta de la nube aumente, constriñendo la materia dentro de un disco en rotación. En el denso centro de este disco se forma una protoestrella cuya temperatura aumenta por la energía gravitatoria del colapso.
Conforme el colapso continúa, la velocidad de rotación puede aumentar hasta un punto en donde la protoestrella en formación se rompa debido a la fuerza centrífuga en su ecuador. Así, para evitar este escenario, la velocidad de rotación debe ralentizarse durante los primeros 150.000 años. Una posible explicación de esta ralentización es la interacción entre el campo magnético estelar y el viento estelar; en este caso, el viento en expansión sustrae momento angular del sistema frenando la rotación de la protoestrella.
|    | M☉   | R☉   | v ({\displaystyle km/s}) |
| O5 | 39,5 | 17,2 | 190                      |
| B0 | 17   | 7,6  | 200                      |
| B5 | 7,0  | 4,0  | 210                      |
| A0 | 3,6  | 2,6  | 190                      |
| A5 | 2,2  | 1,7  | 160                      |
| F0 | 1,75 | 1,3  | 95                       |
| F5 | 1,4  | 1,2  | 25                       |
| G0 | 1,05 | 1.04 | 12                       |

Se ha visto que la mayor parte de las estrellas de la secuencia principal de tipo espectral entre O5 y F5 rotan rápidamente.
Dentro de este grupo de estrellas, la velocidad de rotación medida aumenta con la masa, alcanzando máximos valores en estrellas jóvenes y masivas de tipo B. Dado que el tiempo de vida estimado de una estrella decrece al aumentar su masa, ello puede explicarse por una disminución de la velocidad de rotación con la edad.
Para estrellas de la secuencia principal, la ralentización en la rotación puede aproximarse por la siguiente relación matemática:
{\displaystyle v_{e}\propto t^{-{\frac {1}{2}}}}
en donde ve es la velocidad angular en el ecuador y t es la edad de la estrella.
Esta relación lleva el nombre de Ley de Skumanich, en honor al astrofísico Andrew P. Skumanich, quien la descubrió en 1972.
La girocronología es la disciplina que determina la edad de una estrella a partir de su velocidad de rotación.
Las estrellas pierden masa lentamente por la emisión de viento estelar desde la fotosfera. El campo magnético de la estrella ejerce un momento de fuerza sobre la materia expulsada, provocando una pérdida constante de momento angular por parte de la estrella. Estrellas con una velocidad de rotación superior a 15 km/s muestran una mayor pérdida de masa, y por consiguiente manifiestan una ralentización de su velocidad de rotación más acusada. Así, la disminución de la velocidad de rotación estelar conlleva un descenso en el ritmo de pérdida del momento angular. Bajo estas condiciones, las estrellas gradualmente se acercan, aunque sin llegar a alcanzar, la condición de {\displaystyle v_{e}=0}.

## Estrellas binarias cercanas
Una estrella binaria cercana es una sistema binario en donde las dos estrellas orbitan entre sí con una separación media del mismo orden de magnitud que sus diámetros. A estas distancias, tienen lugar interacciones más complejas, como las fuerzas de marea, transferencia de masa e incluso colisiones. Las interacciones de marea en un sistema binario cercano pueden causar la modificación de los parámetros orbitales y rotatorios; si bien el momento angular total del sistema se conserva, el momento angular de una de las componentes puede ser transferido por medio del período orbital y la velocidad de rotación.
Cada una de las componentes de una estrella binaria cercano induce mareas en su compañera estelar debido a la ataracción gravitatoria. Sin embargo, las protuberancias producidas pueden no estar perfectamente alineadas respecto a la dirección de la fuerza de la gravedad; en ese caso, la fuerza gravitatoria ejerce una componente de momento de fuerza, que comporta transferencia de momento angular. Esto provoca una continua evolución del sistema, aunque pueda aproximarse a una fase de equilibrio estable. El efecto puede ser más complejo en el caso en donde el eje de rotación no es perpendicular al plano orbital.
En binarias de contacto o binarias semidesprendidas, la transferencia de masa entre componentes puede suponer una transferencia significativa de momento angular. La componente en fase de acrecimiento puede alcanzar su velocidad de rotación crítica comenzando a perder masa a lo largo del ecuador.

## Estrellas degeneradas
Después de que una estrella haya terminado la fusión termonuclear en su interior, evoluciona hacia una estrella compacta formada por materia degenerada. Durante este proceso las dimensiones de la estrella se reducen considerablemente, lo que puede ocasionar un aumento de la velocidad angular.

### Enanas blancas
Una enana blanca es una estrella constituida por los productos sintetizados mediante fusión termonuclear durante la etapa anterior de su vida, pero carece de masa suficiente para quemar aquellos elementos más masivos. Es un cuerpo compacto que se mantiene estable por el equilibrio que subsiste tras el colapso gravitatorio por un efecto cuántico conocido como presión degenerativa de electrones. Generalmente las enanas blancas poseen una velocidad de rotación bastante baja, bien por la ralentización de la rotación, o bien por haberse desprendido del momento angular al perder la estrella progenitora sus capas exteriores (fases de protonebulosa planetaria y nebulosa planetaria).
Una enana blanca de rotación lenta no puede exceder el límite de Chandrasekhar de 1,44 masas solares sin colapsar formando una estrella de neutrones o explotando como una supernova de tipo Ia. Una vez alcanzada esta masa, bien por acrecimiento o bien por colisión, la fuerza gravitatoria supera la presión ejercida por los electrones. Por el contrario, si la enana blanca gira rápidamente, la fuerza centrífuga en el ecuador puede compensar la fuerza gravitatoria y permitir que su masa exceda el límite de Chandrasekhar. Esta rápida rotación puede provenir, por ejemplo, de un aumento de masa que resulte en una transferencia de momento angular.

### Estrellas de neutrones

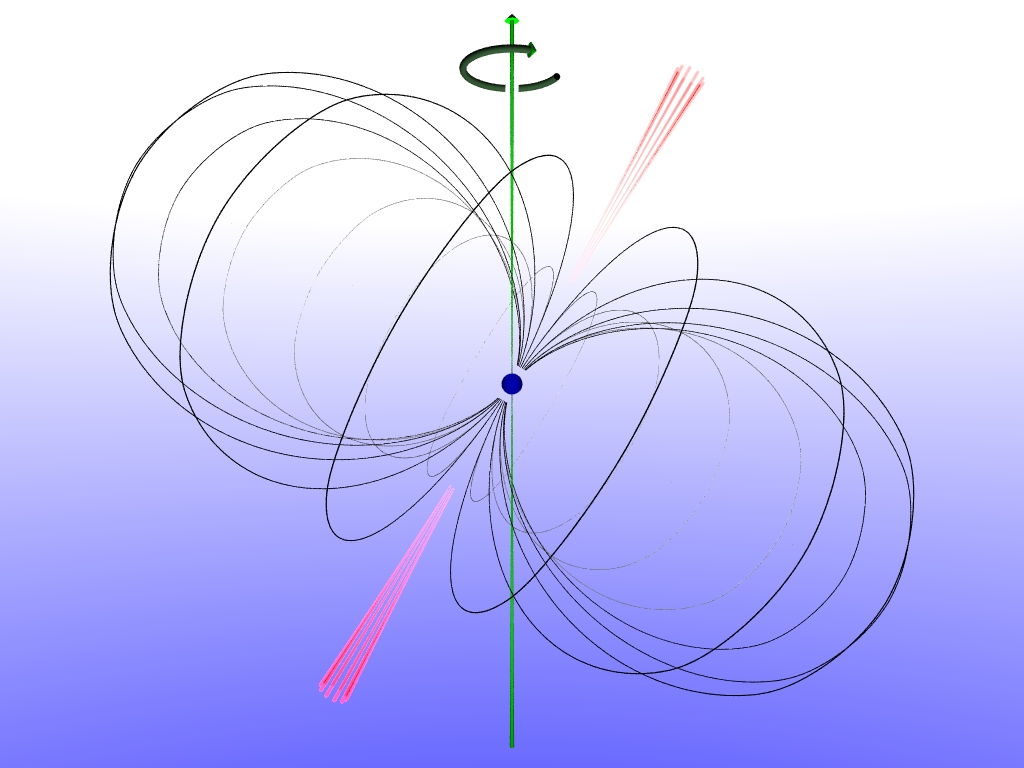
El pulsar (centro) emite un haz de radiación desde sus polos magnéticos. Los rayos barren una superficie cónica alrededor del eje de rotación.

Una estrella de neutrones es un remanente estelar de gran densidad formado principalmente por neutrones. La masa de esta clase de objetos está comprendida entre 1,35 y 2,1 masas solares. Como consecuencia del colapso gravitatorio, una estrella de neutrones recién formada puede tener una elevada velocidad de rotación, del orden de miles de rotaciones por segundo.
Los pulsares son estrellas de neutrones que rotan a gran velocidad y que poseen un campo magnético intenso. Desde sus polos magnéticos emiten un estrecho haz de radiación electromagnética; si el barrido del haz está orientado en dirección al sistema solar, el pulsar produce un pulso periódico que puede ser detectado desde la Tierra. La energía irradiada por el campo magnético gradualmente ralentiza la velocidad de rotación, de modo que en los pulsares más antiguos transcurren varios segundos entre cada pulso.

### Agujeros negros

Esquema de agujero negro de Kerr.

Un agujero negro es un objeto cuyo campo gravitatorio es suficientemente grande para impedir que escape la luz.
Al formarse por el colapso de una masa en rotación, conserva todo el momento angular que no se ha perdido en forma de gas eyectado. Esta rotación hace que un volumen alrededor del agujero negro en forma de esferoide oblato, que recibe el nombre de ergosfera, sea arrastrado alrededor del mismo. La masa que cae en este volumen gana energía y una parte de dicha masa puede ser expulsada sin que caiga al agujero negro. Al expulsar masa, el agujero negro pierde momento angular por el Proceso Penrose. La medida de la velocidad de rotación de un agujero negro ha resultado ser tan elevada como el 98,7% de la velocidad de la luz.